# Natalka Sniadanko

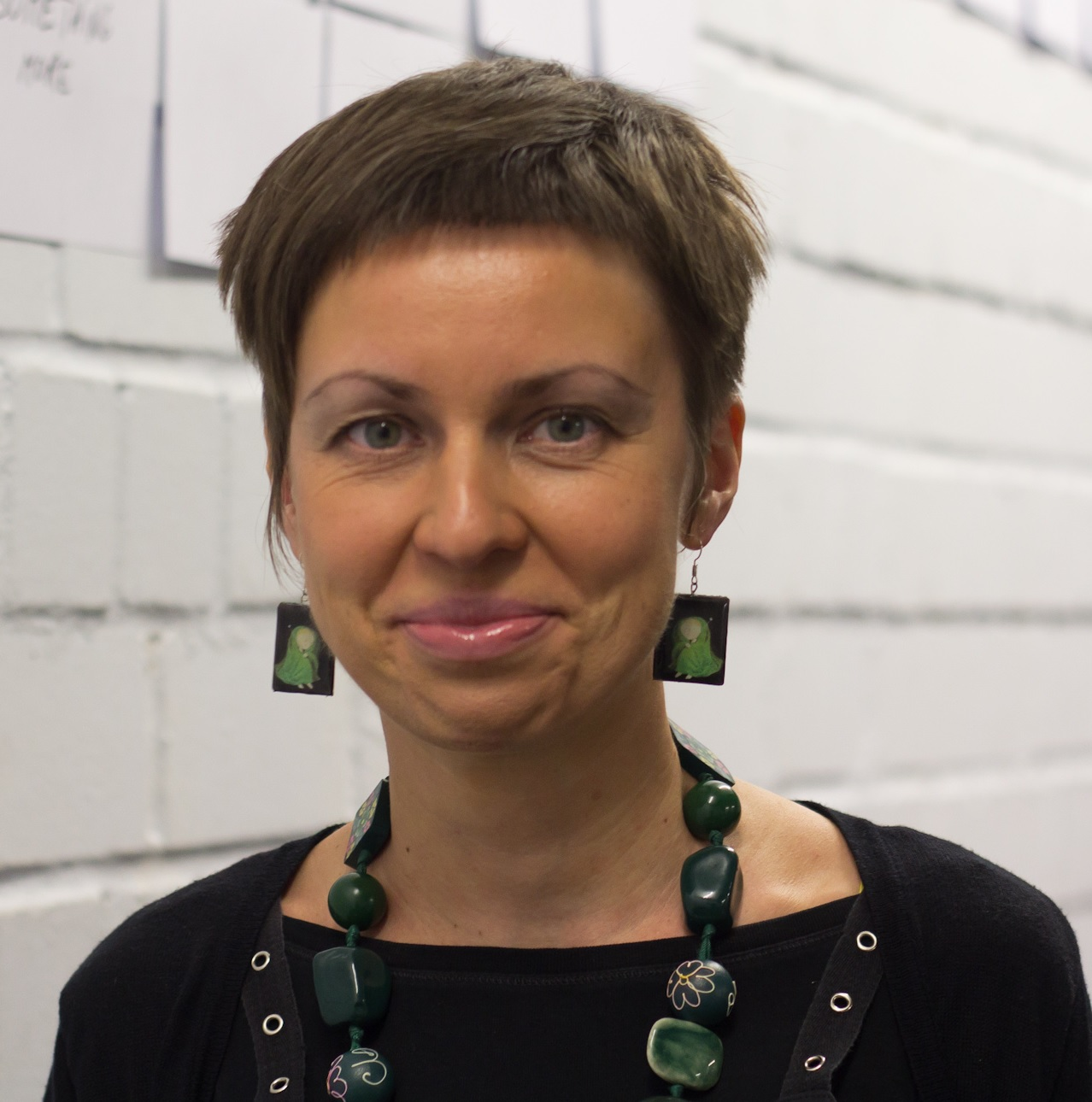
Natalka Sniadanko 2014

Natalka Wolodymyriwna Sniadanko (ukrainisch Наталка Володимирівна Сняданко; * 20. Mai 1973 in Lemberg) ist eine ukrainische Schriftstellerin, Journalistin und Übersetzerin. Sie studierte an der Iwan-Franko-Universität in Lemberg und in Freiburg im Breisgau. Ihr Debütroman Sammlung der Leidenschaften (Колекція пристрастей) erschien 2001. Sie übersetzt vom Deutschen (darunter Max Goldt und Günter Grass) und Polnischen (u. a. Zbigniew Herbert, Czesław Miłosz) ins Ukrainische. Als Journalistin erschienen Artikel von ihr unter anderem in der Süddeutschen Zeitung. Natalka Sniadanko lebt in Leipzig.

## Werke
- Колекція пристрастей (2001) (Sammlung der Leidenschaften, dt. von Anja Lutter, München, Dt. Taschenbuchverlag 2007, ISBN 978-3-423-24633-0)
- Fragmente eines ungeschriebenen Drehbuchs für einen mehrteiligen Liebesfilm, Berlin, SuKuLTur 2005, ISBN 978-3-937737-47-8
- Сезонний позпродаж блондинок (2005) (Saisonaler Verkauf von Blondinen)
- Синдром стерильності (2006) (Syndrom der Sterilität)
- Чебрець у молоці (2007) (Thymian in der Milch)
- Комашина тарзанка (2009) (Insekten-Bungee)
- Гербарій коханців (2011) (Herbarium der Liebhaber)
- Фрау Мюллер не налаштована платити більше (2013) (Frau Müller hat nicht die Absicht, mehr zu bezahlen, dt. von Lydia Nagel, Berlin, edition.fotoTAPETA 2015, ISBN 978-3-940524-31-7)
- Охайні прописи ерцгерцога Вільгельма (2017) (Der Erzherzog, der den Schwarzmarkt regierte, Matrosen liebte und mein Großvater wurde, dt. von Maria Weissenböck, Innsbruck, Haymon 2021, ISBN 978-3-7099-3448-7)
- Перше слідство імператриці (2021)